# Aeroporto di Jizan-Re Abd Allah bin Abd al-Aziz
L'Aeroporto di Jizan-Re Abd Allāh bin ʿAbd al-ʿAzīz (in arabo مطار الملك عبد الله الإقليمي‎?) (IATA: GIZ, ICAO: OEGN), noto con il nome commerciale di King Abdullah Bin Abdulaziz Airport, è un aeroporto dell'Arabia Saudita definito come nazionale dalle autorità locali dell'aviazione civile e situato sul Mar Rosso nell'estremo meridione del Paese, nella provincia di Jizan. La struttura sorge presso la città di Jizan ed è intitolata ad Abd Allah dell'Arabia Saudita (1924-2015), sesto Re dello Stato mediorientale.
L'aeroporto di Jizan è dotato di una pista di asfalto lunga 3 050 m e larga 45 m, l'altitudine è di 6 m, l'orientamento della pista è RWY 15-33 ed è aperto al traffico commerciale 24 ore al giorno.